# Sibsey Island
Sibsey Island är en ö i Australien. Den ligger i kommunen Lower Eyre Peninsula och delstaten South Australia, omkring 220 kilometer väster om delstatshuvudstaden Adelaide.
Genomsnittlig årsnederbörd är 527 millimeter. Den regnigaste månaden är juni, med i genomsnitt 104 mm nederbörd, och den torraste är oktober, med 16 mm nederbörd.